# Erni Arneson
Erni Arneson, född 12 september 1917 i Århus, död 8 december 2006 i Köpenhamn, var en dansk skådespelare. Hon var 1948 till 1950 gift med skådespelaren Preben Mahrt. Hon gifte om sig med översten Heinrich L. Hersom 1955 och var gift med honom fram till hans död 1986.

## Filmografi i urval
- 1942 – Baby på eventyr
- 1944 – Det kære København
- 1946 – Svar med amatörfoto
- 1946 – Tag vad du vill ha
- 1947 – Mani
- 1948 – Mens porten var lukket
- 1960 – Spöket fixar allt
- 1969 – Tänk på ett tal
- 1971 – Ballade på Christianshavn
- 1973 – Huset på Christianshavn (TV-serie)
- 1975 – Olsen-banden på sporet
- 1993 – Svart höst
- 1998 – Brødrene Mortensens jul (TV-serie)
- 2006 – Efter bröllopet